# إبراهيم مورو
إبراهيم مورو (بالإنجليزية: Ibrahim Moro)‏ هو لاعب كرة قدم غاني في مركز الوسط، ولد في 10 نوفمبر 1993 في أكرا في غانا. لعب مع أضنة دمير سبور وأيك سولنا ونادي كايرات.

## وصلات خارجية
- إبراهيم مورو على موقع اتحاد السويد (السويدية)
- إبراهيم مورو على موقع اتحاد تركيا (لاعب) (الإنجليزية)
- إبراهيم مورو على موقع قاعدة بيانات كرة القدم.إي يو (الإنجليزية)
- إبراهيم مورو على موقع ناشيونال فوتبول تيمز (الإنجليزية)
- إبراهيم مورو على موقع Soccerway.com (الإنجليزية)
- إبراهيم مورو على موقع عالم كرة القدم.نت (الإنجليزية)
- إبراهيم مورو على موقع AS.com (الإسبانية)